# 永熙 (西晋)
永熙（290年四月—十二月）是西晋皇帝晋惠帝司马衷的第一个年号，共计9个月。
《晋书·帝纪第四》载司马衷诏书：“乃者哀迷之际，三事股肱，惟社稷之重，率遵翼室之典，犹欲长奉先皇之制，是以有永熙之号。”

## 改元
- 太熙元年——四月二十日，改元為永熙元年。[2][3]
- 永熙二年——正月一日，改元為永平元年。[2][3]

## 紀年農曆對照表
表格中各月的干支即為各月的第1日，「大」表示該月有30日，「小」表示該月有29日，「閏月」表格中的中文數字表示該年為閏某月（比如「五己丑」裡有中文數字「五」，即表示該行所在年份有閏五月），各月初一底下的數字表示對應的西曆日期。
| 西元  | 干支 | 紀年     | 正月 | 二月 | 三月 | 四月   | 五月   | 六月   | 七月   | 八月   | 九月   | 十月   | 十一月 | 十二月   | 閏月     |
| ----- | ---- | -------- | ---- | ---- | ---- | ------ | ------ | ------ | ------ | ------ | ------ | ------ | ------ | -------- | -------- |
| 290年 | 庚戌 | 永熙元年 |      |      |      | 庚寅小 | 己未大 | 戊午大 | 戊子小 | 丁巳大 | 丁亥小 | 丙辰大 | 丙戌小 | 乙卯大   | 五己丑小 |
| 290年 | 庚戌 | 永熙元年 |      |      |      | 4/27   | 5/26   | 7/24   | 8/23   | 9/21   | 10/21  | 11/19  | 12/19  | 291/1/17 | 6/25     |

## 参見
- 中国年号索引
- 其他时期使用的永熙年号

| 前一年號： 太熙 | 西晉年号 永熙 | 下一年號： 永平 |